# Anaphalis viridis
Anaphalis viridis là một loài thực vật có hoa trong họ Cúc. Loài này được Cummins mô tả khoa học đầu tiên năm 1908.